# Klimenta
Klimenta är en ort i Bosnien och Hercegovina.   Den ligger i entiteten Federationen Bosnien och Hercegovina, i den centrala delen av landet, 100 km nordväst om huvudstaden Sarajevo. Klimenta ligger 564 meter över havet och antalet invånare är 479.
Terrängen runt Klimenta är huvudsakligen kuperad, men österut är den bergig. Närmaste större samhälle är Jajce, 2,1 km sydväst om Klimenta.
Omgivningarna runt Klimenta är en mosaik av jordbruksmark och naturlig växtlighet. Runt Klimenta är det ganska tätbefolkat, med 93 invånare per kvadratkilometer.